# Vera Lwowski

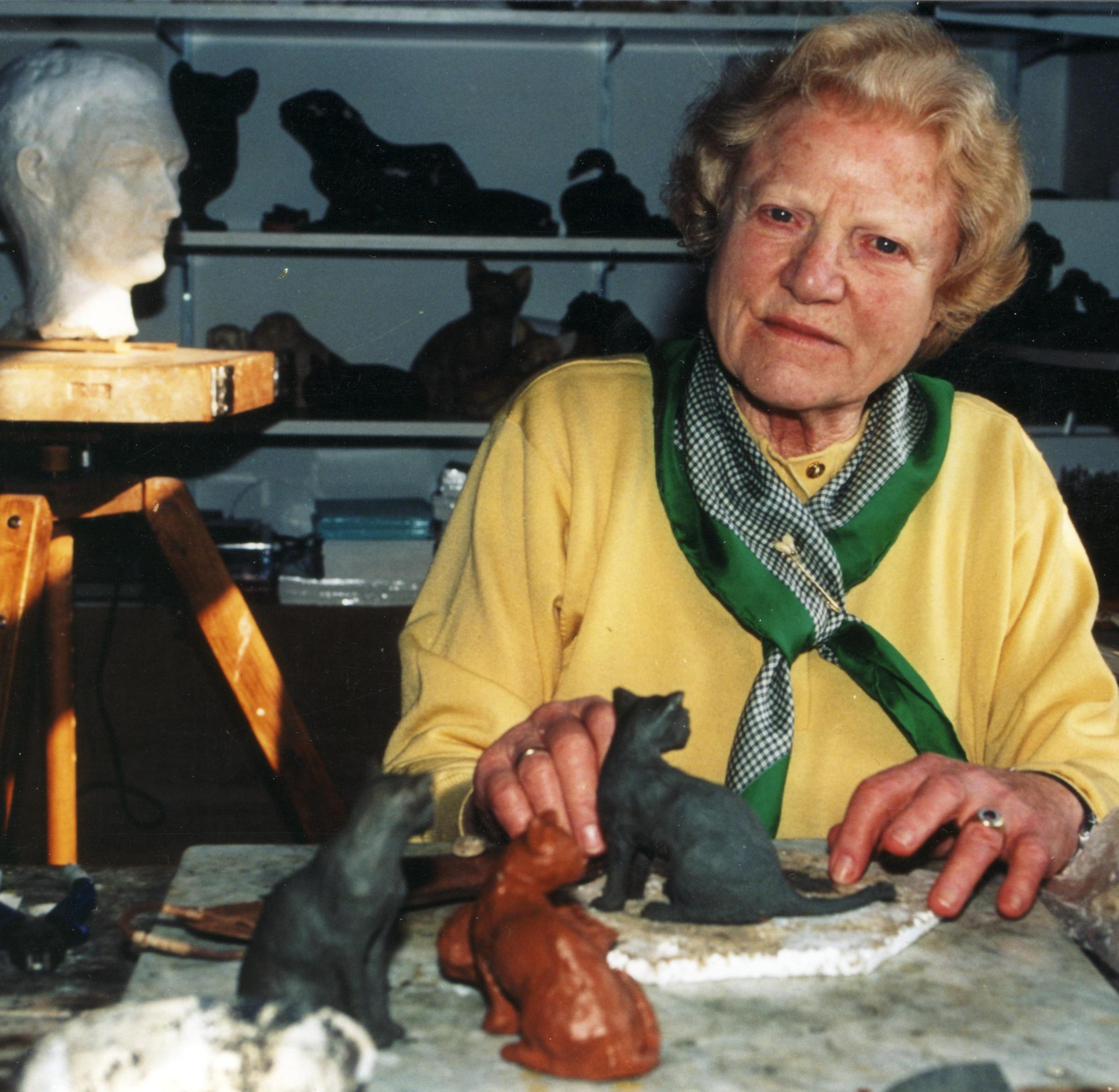
Vera Lwowski

Vera Lwowski geb. Caminneci (* 10. August 1923 auf Burg Dattenfeld, heute zu Windeck; † 26. Februar 2025 in Haus Elisenthal, Dattenfeld) war eine deutsche Tierbildhauerin.

## Leben
Vera Caminneci studierte Bildhauerei an den Kölner Werkschulen bei Wolfgang Wallner, Porträtieren an der Rheinischen Friedrich-Wilhelms-Universität Bonn bei Ingeborg von Rath und Holzschnitzerei bei Otto Schörghofer in Siegburg.
1948 heiratete sie Wolfgang Lwowski, einen der Söhne des Krupp-Managers Walter Lwowski.
Bis 1952 lebte und arbeitete sie in Dattenfeld, von 1952 bis 1973 in Bonn, von 1973 bis 1983 in Brüssel und seitdem in Windeck.
Vera Lwowski war eine Nichte von Oscar Caminneci.

## Werk
„Ihre Tierplastiken aus Bronze erfassen meisterhaft Wesen und Bewegung des Tieres.“

Lwowskis Werk umfasste naturalistisch-impressionistische Tierbronzen in Einzel- und auch Gruppendarstellung, es sind rund 150 verschiedene Objekte bekannt.
Seit 1946 hatte sie Einzelausstellungen sowie Beteiligungen an Gruppenausstellungen und Messen im In- und Ausland, so in Aachen, Bamberg, Bonn, Kiel, Düsseldorf, Bielefeld, St. Moritz (Schweiz), Lübeck, München, Schloß Kisslegg im Allgäu, Frankfurt am Main, Köln, St. Hubert (Ardennen), Hamburg, Brüssel, Münster, Budapest, Schloß Springe bei Hannover, Worpswede, Antwerpen, London, Nürnberg, Paris und Luxemburg.

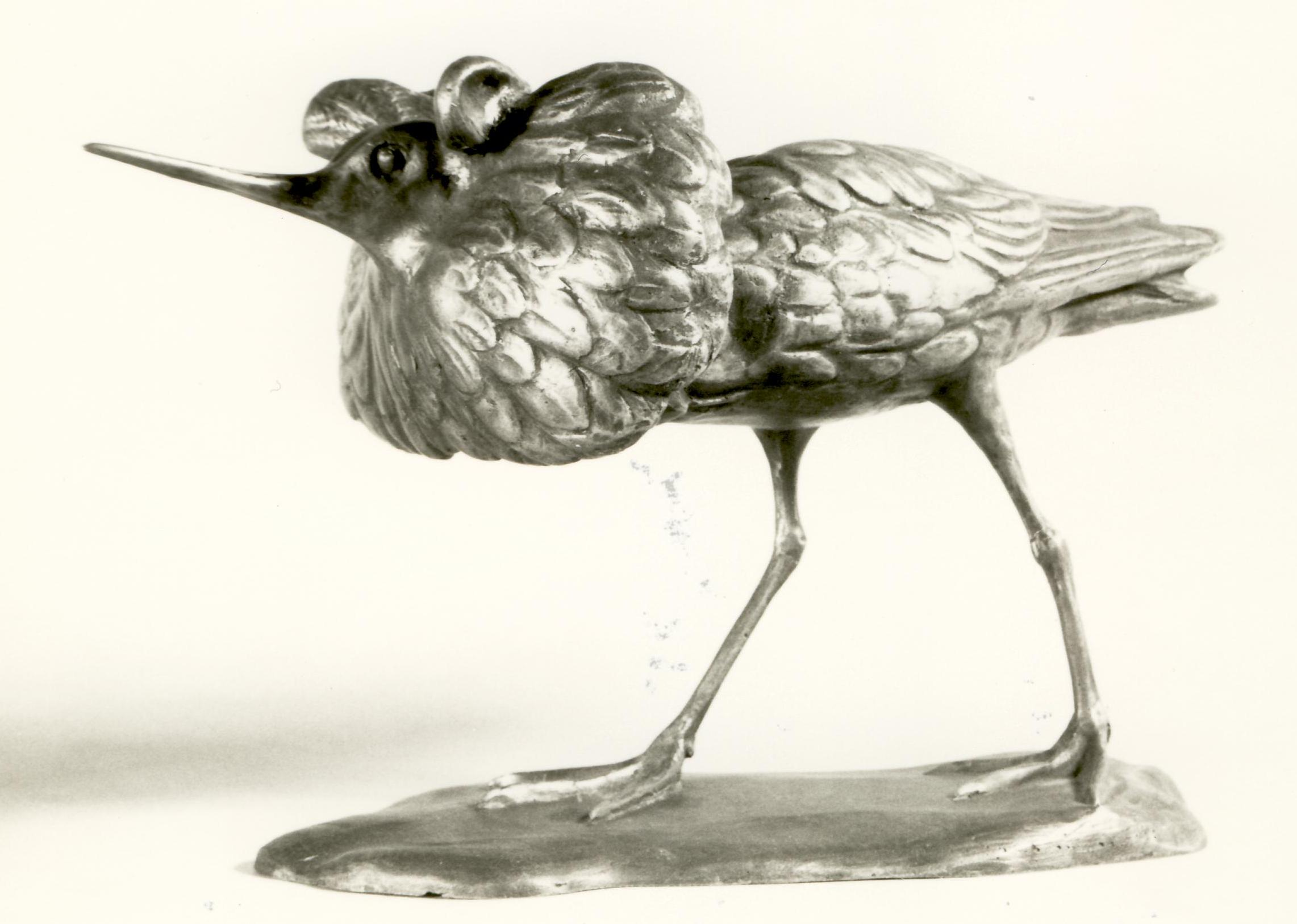
Kampfläufer (1944)
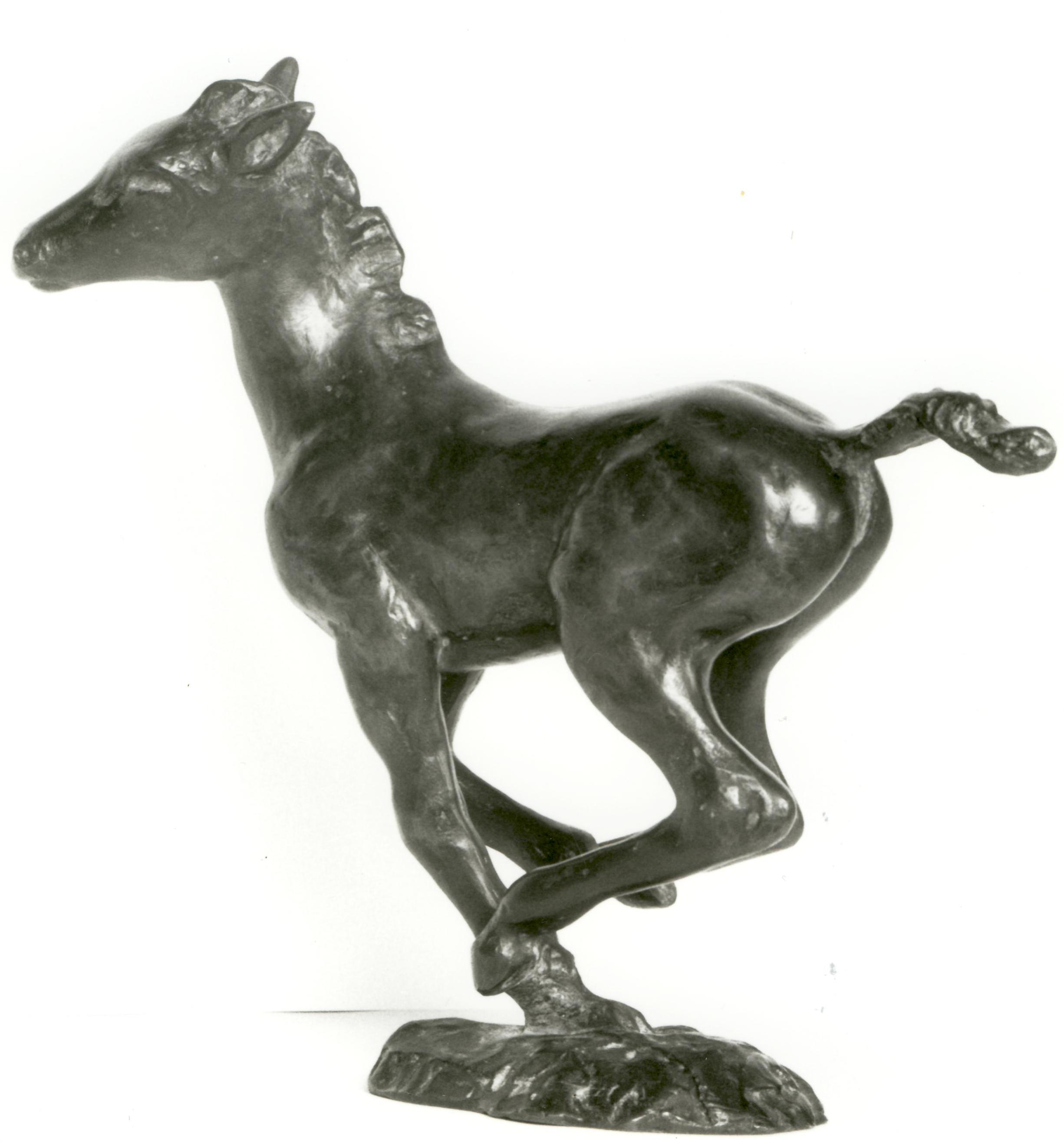
Fohlen, galoppierend (1964)
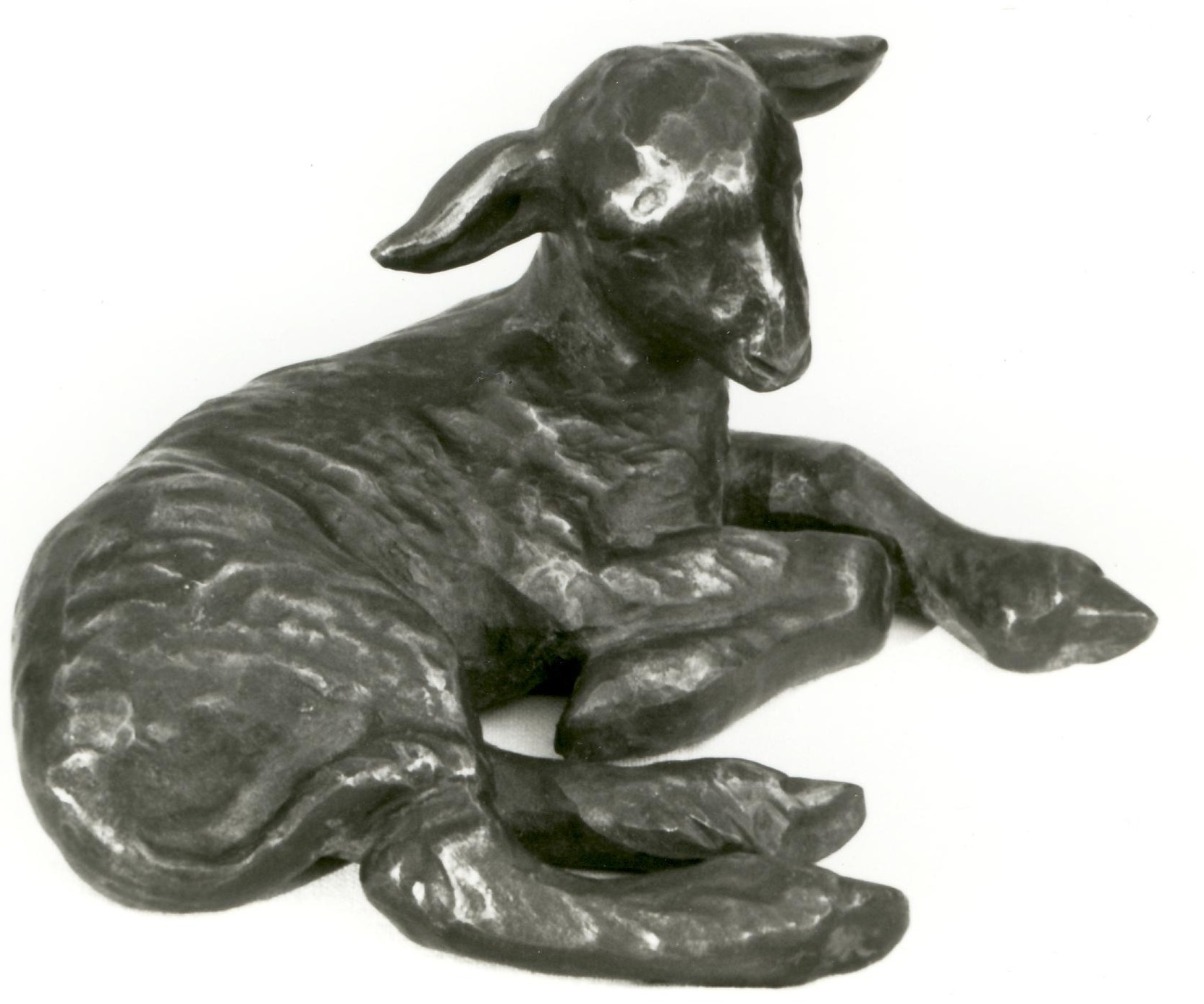
Schaflamm, liegend (1970)
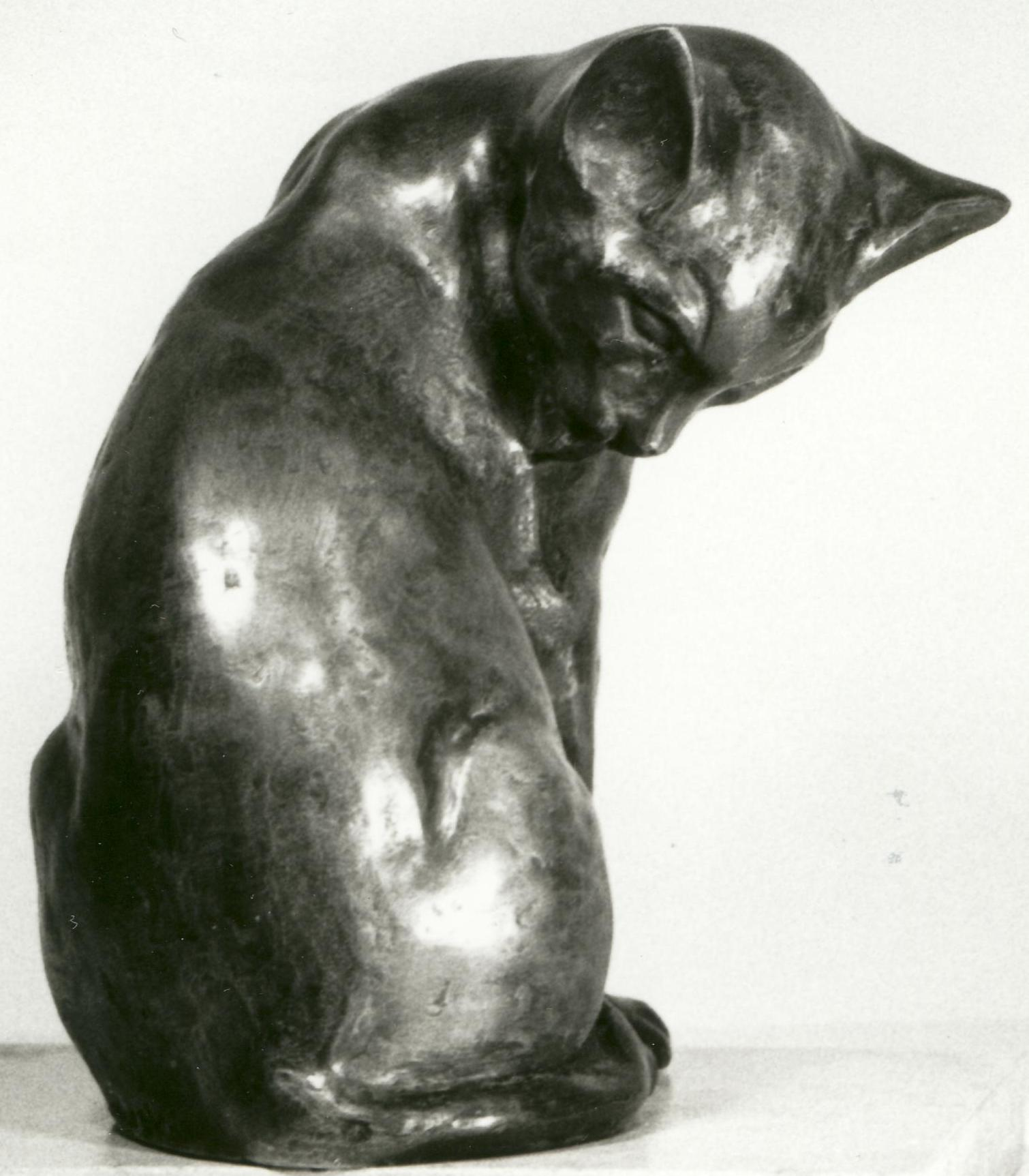
Siamkatze (1981)
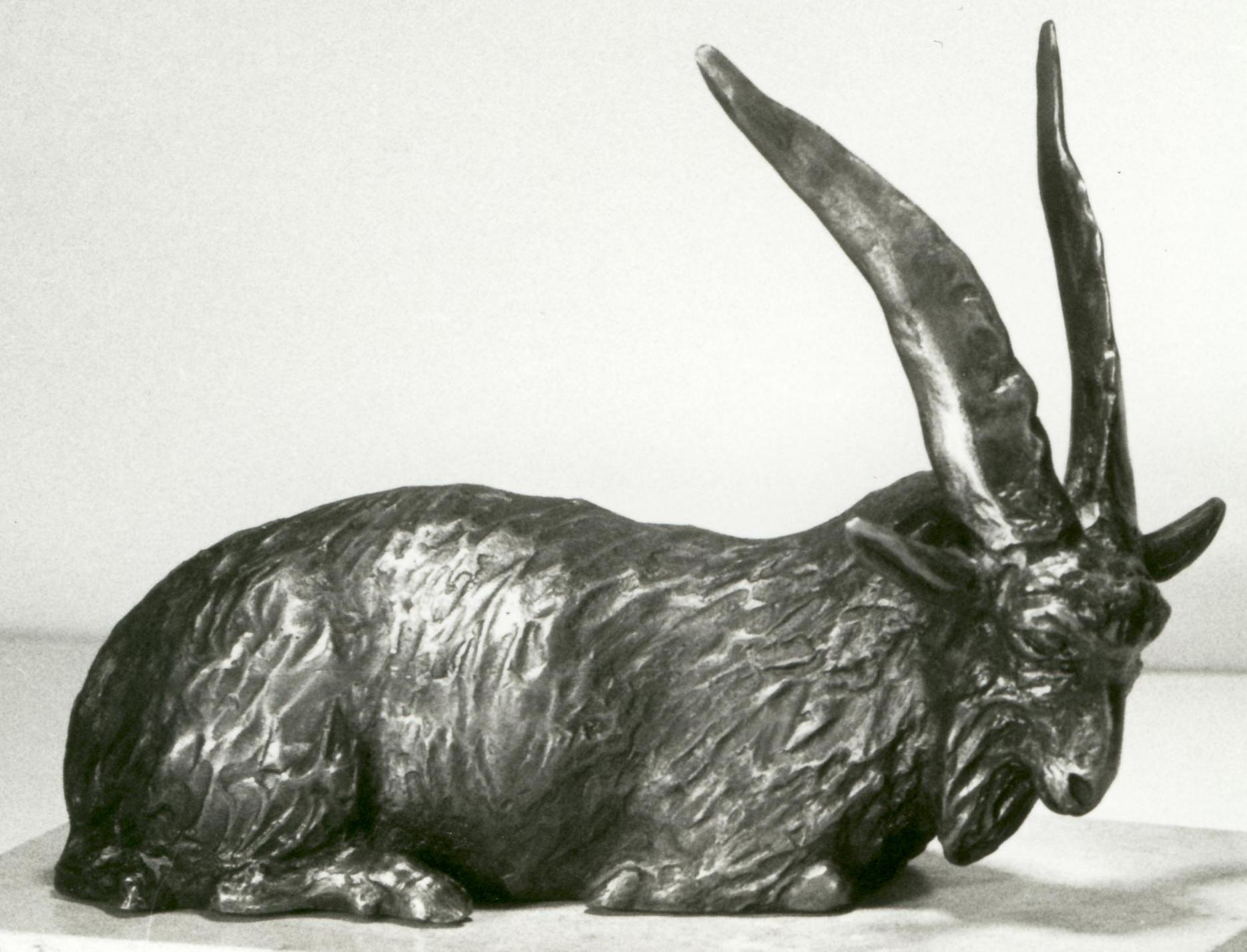
Alter Ziegenbock, liegend (1983)
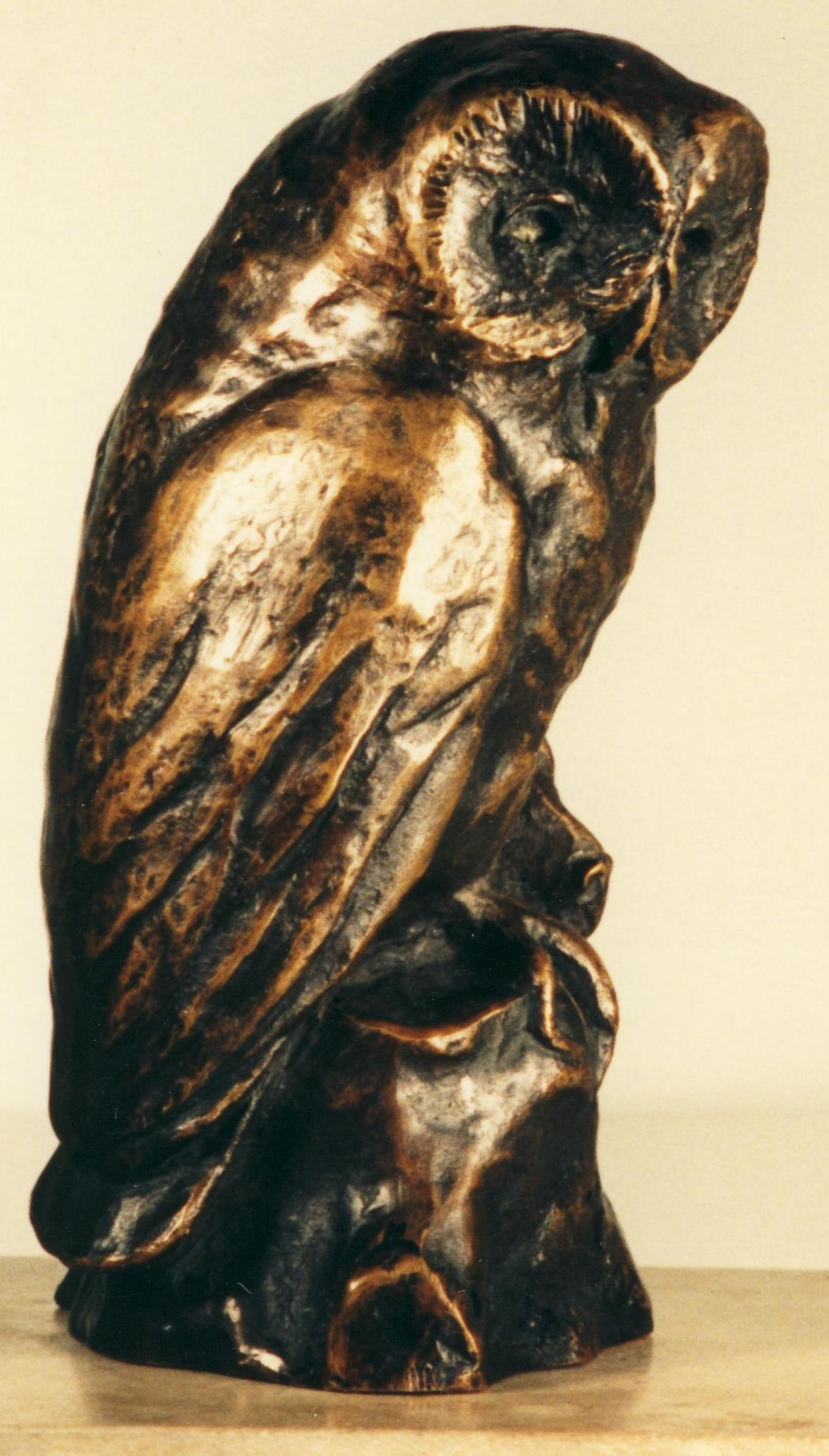
Waldkauz (1986)

## Auszeichnungen
| Jahr | Auszeichnung                                                              | Anlass                                                 |
| ---- | ------------------------------------------------------------------------- | ------------------------------------------------------ |
| 1968 | Prinz-Bernhard-Medaille                                                   | Internationale Kunstausstellung Interfauna, Düsseldorf |
| 1975 | Médaille vermeil des Conseil Européen d’Art et Esthétique                 | Les arts en Europe, Brüssel                            |
| 1976 | Silbermedaille der Königlichen Vereinigung der Berufskünstler von Belgien | Internationale Kunstausstellung, Brüssel               |
| 1978 | Goldmedaille der Königlichen Vereinigung der Berufskünstler von Belgien   | Internationale Kunstausstellung, Brüssel               |
| 1980 | Goldmedaille des Conseil Européen d’Art et Esthétique                     | Les arts en Europe, Brüssel                            |
| 1988 | Kulturpreis des Deutschen Jagdschutz-Verbandes e. V.                      |                                                        |

## Quellnachweise
1. ↑  Traueranzeige. In: Kölner Stadt-Anzeiger. Nr. 63, 15. März 2025, S. 3 (Beilage Trauern&Gedenken).
2. ↑  https://www.treffpunkt-kunst.net/k%C3%BCnstlerprofile-bonner-k%C3%BCnstler/vera-lwowski/ (Jahre 1944/45) abgerufen am 23. Juli 2019

| Personendaten    | Personendaten                     |
| ---------------- | --------------------------------- |
| NAME             | Lwowski, Vera                     |
| ALTERNATIVNAMEN  | Caminneci, Vera (Geburtsname)     |
| KURZBESCHREIBUNG | deutsche Tierbildhauerin          |
| GEBURTSDATUM     | 10. August 1923                   |
| GEBURTSORT       | Burg Dattenfeld, heute zu Windeck |
| STERBEDATUM      | 26. Februar 2025                  |
| STERBEORT        | Haus Elisenthal, Dattenfeld       |